# التعليم في ماليزيا
تشرف وزارة التعليم (Kementerian Pendidikan) على التعليم في ماليزيا. على الرغم من أن التعليم يقع على عاتق الحكومة الفيدرالية، فإن لكل ولاية وإقليم اتحادي إدارة تعليمية لتنسيق الشؤون التعليمية في إقليمها. التشريع الرئيسي الذي يحكم التعليم هو قانون التعليم لعام 1996.
ينقسم نظام التعليم إلى التعليم قبل المدرسي والتعليم الابتدائي والتعليم الثانوي والتعليم ما بعد الثانوي والتعليم الثالثي. وينقسم كذلك إلى التعليم العام والخاص. يمكن الحصول على التعليم من نظام المدارس العامة متعدد اللغات، والذي يوفر التعليم المجاني لجميع الماليزيين، أو المدارس الخاصة، أو من خلال التعليم المنزلي. المؤسسات الدولية والخاصة تتقاضى الرسوم المدرسية. بموجب القانون، التعليم الابتدائي إلزامي. كما هو الحال في العديد من دول آسيا والمحيط الهادئ مثل جمهورية كوريا وسنغافورة واليابان، تعد الاختبارات القياسية ميزة شائعة. حاليا، هناك 43 جامعة و31 كلية جامعية خاصة و9 فروع لجامعات أجنبية و414 كلية خاصة في ماليزيا.

## تاريخ التعليم بماليزيا

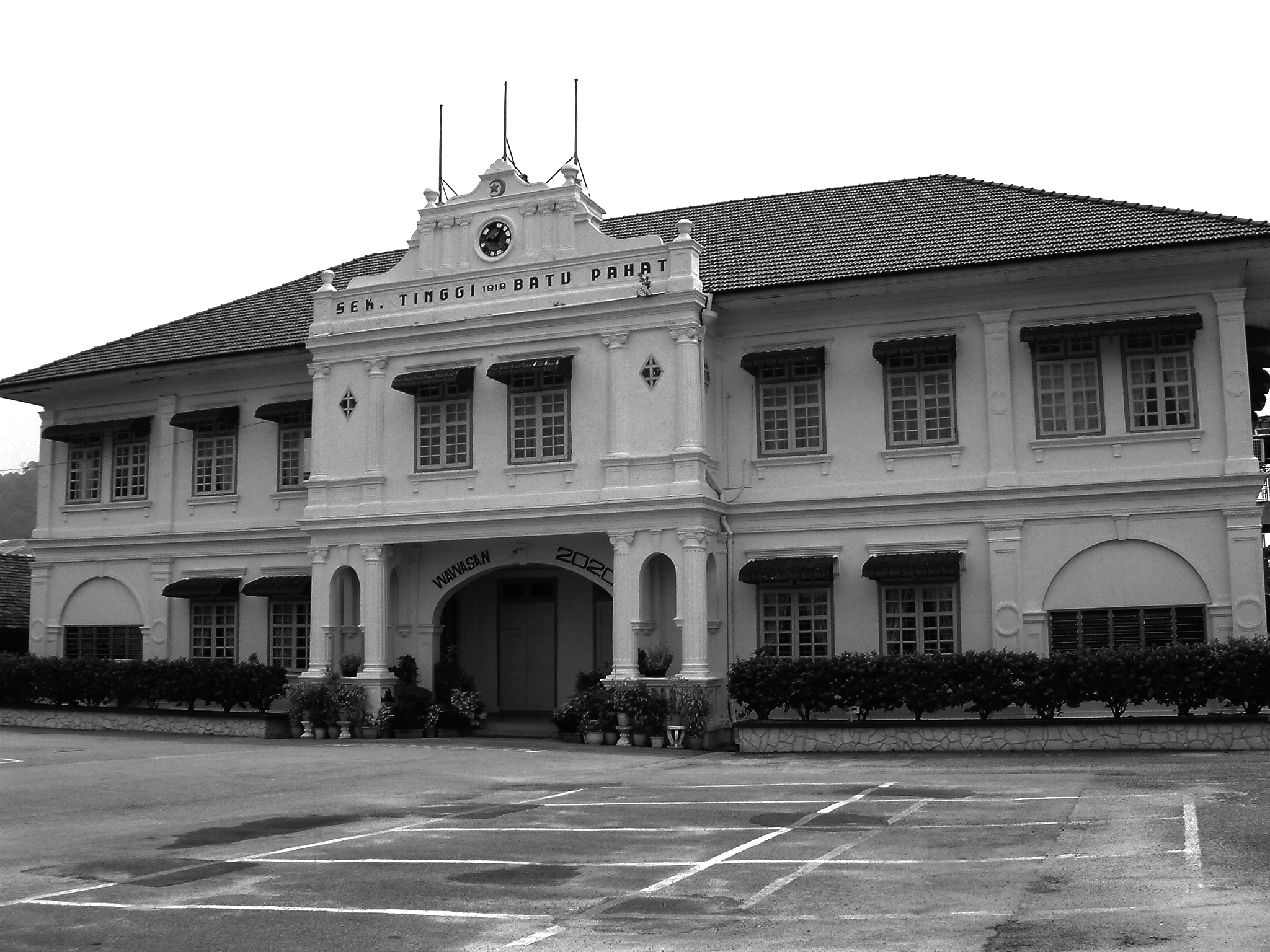
مدرسة باتو باهات الثانوية في جوهر.

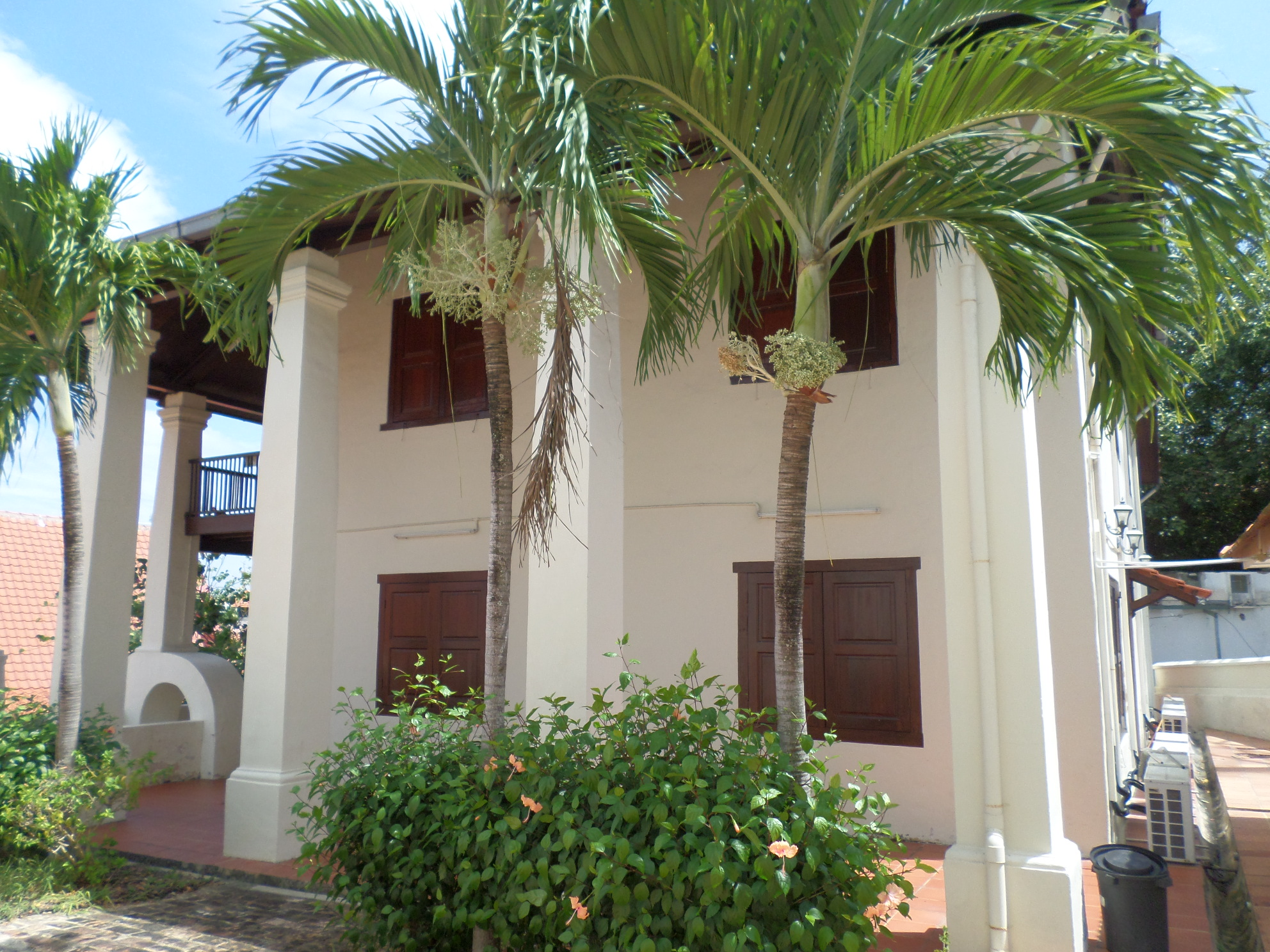
متحف التعليم في ملقا.

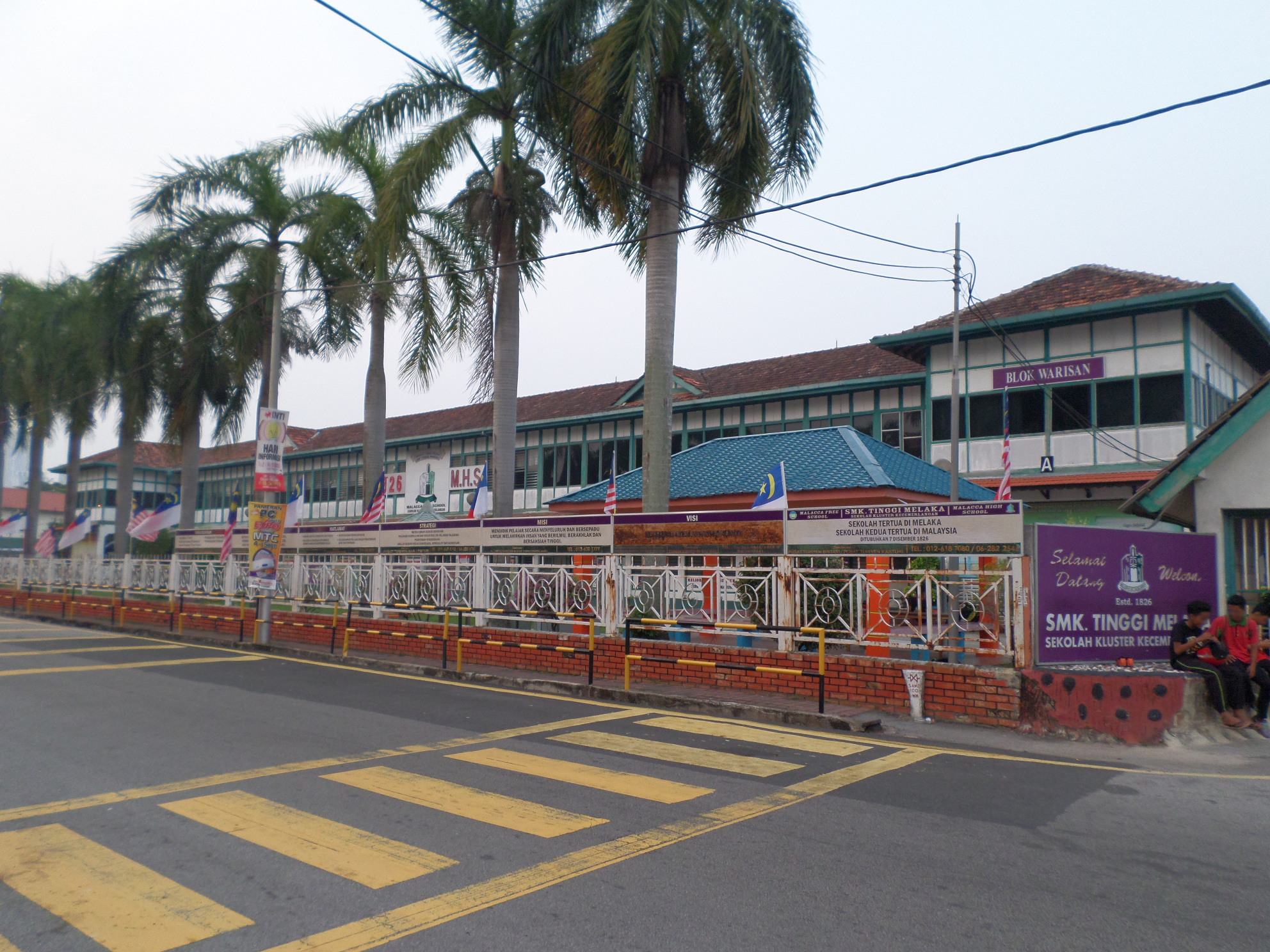
مدرسة ملقا الثانوية في ملقا، ثاني أقدم مدرسة ثانوية مسجلة في ماليزيا.

كانت سكولا بوندوك Sekolah Pondok (بالمعنى الحرفي، مدرسة الكوخ)، والالمدارس الإسلامية أول أشكال التعليم المتاحة في ماليزيا. تذكر الأعمال المبكرة لأدب الملايو مثل حكاية عبد الله هذه المدارس مشيرة إلى أنها تسبق النموذج العلماني الحالي للتعليم.
كانت المدارس العلمانية في ماليزيا ابتكارًا كبيرًا للحكومة الاستعمارية البريطانية. تم إنشاء العديد من أقدم المدارس في ماليزيا في مستعمرات المضيق في بينانق وملقا وسنغافورة.

## جودة التعليم في ماليزيا
لا يمكن الحديث أو تحديد موضوع جودة التعليم في ماليزيا بدون الاستعانة بخبراء في مجال التعليم، وبناء على اراء اساتذة جامعات عرب وبعض المهتمين بالشؤون التعليمية الماليزية فان التعليم العالي في ماليزيا تفوق على العديد من الدول العربية ودول أوروبا الشرقية وقد صنفت أكثر من جامعة ماليزيا لعدة اعوام كأفضل 100 جامعة في العالم الشئ الذي يدلل على قوة التعليم الماليزي وبغض النظر عن ضعف التعليم العالي الماليزي في مجالات محددة الا انه ينافس الآن الدول الغربية المتقدمة في العلوم الحديثة ويوليها اهتمام كبير

## التعليم الماليزي والدول العربية
تصاعدت اعداد الطلاب العرب في ماليزيا بشكل كبير خاصة في الالفية الثالثة وملاحظ بشكل كبير توجه الطلاب العرب إلى ماليزيا بشكل خاصة دونا عن باقي الدول الآسيوية.
يعتبر أكبر عدد طلاب عرب في ماليزيا من الجنسيات السعودية، الليبية، العراقية، واليمنية وتتلخص أسباب إقبال الطلاب العرب من هذه الجنسيات في جودة وفاعلية التعليم الماليزي وانخفاض تكاليف الدراسة والمعيشة مقارنة بالدول الغربية الاعتراف العالمي بالتعليم الماليزي وخصوصاً بعض الدول العربية.
وقد ابتعثت بعض الدول العربية وعلى رأسها السعودية عدد كبير من الدارسين، للدراسة في الجامعات الماليزية، وماليزيا كدولة إسلامية متقدمة فتح أبواب التعاون مع العالم في كافة المجالات، وركزت على اقتصاد المعرفة، ونجحت في استقطاب الطلاب من أكثر من 110 دولة من جنسيات وعرقيات مختلفة.

## أهم الجامعات الماليزية
- الجامعة الإسلامية
- الجامعة الوطنية
- جامعة العلوم
- جامعة بوترا
- جامعة التكنولوجيا[وصلة مكسورة]
- جامعة ملايا
- جامعة أوتارا

## دليل التخصصات والجامعات الماليزية
دليل شامل كامل عن جميع التخصصات سواء دراسة البكالوريس في ماليزيا أو دراسة الماجستير في ماليزيا أو دراسة الدكتوراه في ماليزيا أو حتى دراسة الإنجليزي والدورات لغة إنجليزية في ماليزيا في جميع المدن الماليزية من كوالالمبور إلى بينانغ إلى جوهار إلى قدح وكل المدن الماليزية، الدليل شامل كامل فيه التخصصات العلمية والادبية والثقافية وغيرها ويشمل الدليل الجامعات الخاصة الماليزية والجامعات الحكومية الماليزية ويشمل أيضا فروع الجامعات الاجنبية في ماليزيا بل أيضا مراكز التدريب واللغة، وقوائم التخصصات الجامعية معلومات تفصيلية من تكلفة الدراسة لكل تخصص في ماليزيا إلى نوع الشهادة التي تمنحها أي جامعة ماليزية فيه دليل عن ماليزيا والدراسة والتعليم في ماليزيا ونبذات عن بعض المواضيع وعن ماليزيا والحياة فيها، الدليل بعدة لغات منها اللغة العربية اليكم رابط الموقع أيضا رابط لشرح عن استخدام الموقع وكيفية البحث عن التخصصات

## روابط خارجية
- دليل التعليم والدراسة في ماليزيا
- شرح دليل التعليم والجامعات الماليزية[وصلة مكسورة]
- الجامعة الإسلامية العالمية الماليزية (IIUM)
- جامعة الشمال اوتار الماليزية (UUM)
- جامعة بوترا الماليزية (UPM)[وصلة مكسورة]
- جامعة التكنولوجيا الماليزية(UTM)
- جامعة المدينة العالمية(MEDIU)